# Peter Pflegel
Klaus Peter Pflegel (* 1936 in Königsberg (Ostpreußen); † 2017) war ein deutscher Apotheker und Pharmazeut. Sein Hauptthema war die Biopharmazie, ein Fachgebiet, in dem er publizierte und in dem er als Professor an der Ernst-Moritz-Arndt-Universität Greifswald in Greifswald lehrte. Von 1994 bis 1996 war er Dekan der mathematisch-naturwissenschaftlichen Fakultät in Greifswald. Lange Jahre war er Chefredakteur der  Fachzeitschrift Die Pharmazie.

## Leben und Werk
Pflegel wurde 1936 in Königsberg (Ostpreußen) geboren. Kurz vor dem Ende des Zweiten Weltkrieges floh seine Mutter mit ihm Richtung Westen. In Moritzburg vollendete er seine Schulausbildung, um später in Leipzig Pharmazie zu studieren.
Nach dem Studium forschte Pflegel in Leipzig. Unter anderen wirkte er als wissenschaftlicher Mitarbeiter von Hans Beyer und Roland Pohloudek-Fabini. Zunächst widmete er sich der Pharmakologie im Tierkörper, bald jedoch der polarographischen Reduktion von Chinoxalonen, die er 1968 erstmals beschrieb. Gefördert von Pohloudek war er von 1968 bis 1976 in Berlin und Leipzig, wo er pharmakologische Studien über die Aufnahme von Benzodiazinon und Fruchtextrakten im Körper durchführte und einige grundlegende Erkenntnisse über die mikrobiologische Wertbestimmung erlangte. Nach seiner Rückkehr erhielt er 1976 einen Lehrauftrag in Greifswald. 
In Forschung und Lehre war er ein strenger Vertreter der quantitativen Kennzahlanalyse, die ihre Laborwerte vor allem aus der von ihm verfeinerten mikrobiologischen Wertbestimmung bei Reduktions- und Spaltprozessen bezieht. Mehrere pharmakologische Analyseverfahren, die bislang ein rein binäres Ergebnis (ja/nein) erbrachten, konnten in Folge von Pflegels Forschungen quantifizierbare Ergebnisse liefern. Hervorzuheben sind vor allem seine Grundlagenarbeiten mit dem Magdeburger Pharmakologen Manfred Falk in den 1980er Jahren zu künstlichen Lipoidmembranen, mit denen sich Wechselwirkungen verschiedener Wirkstoffe quantifiziert nachweisen ließen.
Er begründete 1984 mit Siegfried Pfeifer und Hans-Hubert Borchert das Standardwerk Grundlagen der Biopharmazie (später Pharmazeutische Technologie/Biopharmazie). Zu seinen letzten Forschungsgebieten gehört die Analyse der Aufnahme von Grapefruitkernextrakt in den menschlichen Organismus. Er trat 2001 in den Ruhestand und lebte in der Nähe von Greifswald. Pflegel war unter anderem Träger der Döbereiner-Medaille der Pharmazeutischen Gesellschaft der DDR und Ehrendoktor der Medizinischen Universität Szeged.

## Schriften
- Beiträge zum Mechanismus der Fermentspaltung von Bis-glykosiden, Leipzig 1963
- mit C. Meinecke und H. Richter: Pharmazeutischer Leitfaden für Tierärzte und Studierende der Veterinärmedizin, Leipzig 1967
- mit G. Wagner: Polarographische Reduktion von Chinoxalonen, Berlin 1968
- Beiträge zur Polarographie von Benzodiazinonen und zur polarographischen Bestimmung von Arzneimitteln der Chinazolon-, Chinoxalon- und Phthalazonreihe, Leipzig 1969
- mit K. Schmidt und G. Wagner: Über die Wirkweise von Bezodiazepam, Leipzig 1973
- Praxis der mikrobiologischen Wertbestimmung in der Pharmakologie, Leipzig 1975
- mit S. Pfeifer und H.-H. Borchert: Grundlagen der Biopharmazie: Pharmakokinetik, Bioverfügbarkeit, Biotransformation, Berlin 1984
- Pharmakokinetik, Berlin 1991
- Biopharmazie und Pharmazeutische Technologie, Berlin 1994